# Educación Misional en la Araucanía (siglo XIX)
La  Educación Misional en la Araucanía correspondió al proceso mediante el cual algunas congregaciones religiosas de la Iglesia católica en Chile buscaron evangelizar, instruir y civilizar al pueblo mapuche. Esta educación, en un principio de carácter evangelizador, posteriormente en el siglo XIX incorporó la impartición de escritura y lectura del idioma español, nociones básicas de aritmética; y, más adelante, se integró la presencia de profesores primarios titulados y la enseñanza vocacional.
Comenzó a gestarse desde el Chile Colonial mediante las misiones religiosas, instaladas en las provincias de Valdivia y Chiloé. Este proceso alcanzó su mayor impacto durante el siglo XIX, cuando el Estado patrocinó la educación misional con el objetivo de incorporar a los mapuches al imaginario colectivo que se buscaba forjar, creando o retomando misiones en Arauco, Nacimiento, Santa Bárbara, Tucapel, Cunco, Panguipulli y Toltén, entre otras.
La ocupación de la Araucanía marcó un precedente respecto a la educación misional. En primera instancia generó hostilidades por parte de los indígenas a causa del despojo de sus tierras, sin embargo, más adelante, cuando los mapuches fueron reubicados en reducciones, hubo una valorización respecto a la educación como forma de defender sus territorios frente al Estado chileno.

## Historia

### Época Colonial

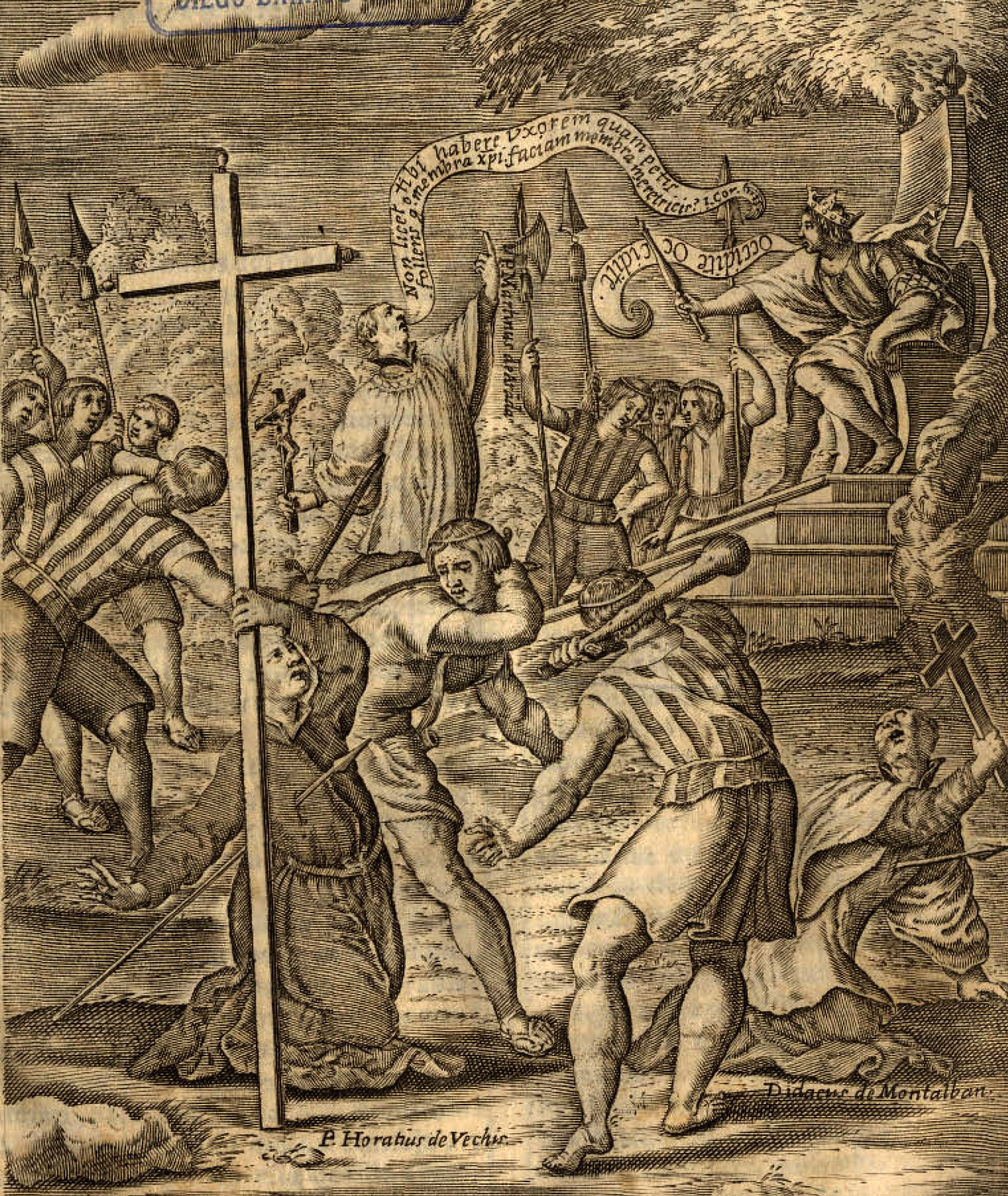
Misioneros jesuitas siendo martirizados

La educación misional se enmarcó en la estrategia de evangelización llevada a cabo por los españoles que llegaron al territorio. Si bien, desde un principio los sacerdotes acompañaban a los soldados en su expansión hacia el sur, no se inició una política de asentamiento de misiones más sistematizada hasta la llegada de los jesuitas a fines del siglo XVI.  Tras la rebelión mapuche de 1598, el misionero jesuita Luis de Valdivia intentó, con apoyo real, instaurar una estrategia de guerra defensiva en la cual la pacificación de los araucanos en manos de los misioneros cobraría relevancia, sin embargo, este ensayo duró poco debido a que asesinaron a los primeros misioneros.
A lo largo del siglo XVII las misiones se establecieron junto a los fuertes españoles.  Durante este periodo, había dos congregaciones religiosas con presencia en la zona, los franciscanos y los jesuitas. Los segundos utilizaban el sistema de correrías o misiones volantes para transmitir los sacramentos, sin embargo, esta forma precaria de evangelización no logró una transformación a nivel cultural en los indígenas.
En 1697 se creó la Junta de Misiones y se fundó el Colegio de Naturales de Chillán bajo la dirección de los jesuitas, el cual se cerró en 1723 tras los alzamientos indígenas. En 1786 se reabrió con la finalidad de formar sacerdotes araucanos, desde su apertura hasta su cierre en 1811 entregó educación secundaria a sesenta mapuches. La enseñanza durante este periodo fue precaria y los afanes de los misioneros no daban resultados beneficiosos en favor de la evangelización mapuche.

### Independencia
Respecto a la independencia de Chile, los conflictos surgidos por la conformación de la primera junta de gobierno y los deseos independentistas y malestar del grupo criollo no afectaron de forma alguna a los mapuches, quienes se mantuvieron al margen de la lucha hasta que ésta llegó al sur, entonces, se aliaron con las tropas españolas. Esta alianza fue influenciada por los misioneros del Colegio de Chillán, que eran realistas y partidarios del Rey, y mantenían una red de relaciones con los caciques de la zona.

### Época Republicana
Tras la independencia de Chile y con la conformación de la República de Chile se buscó incorporar a los mapuches al nuevo imaginario que se intentaba forjar, adquiriendo así una nueva significación la cual se evidencia en ciertas medidas legislativas como el decreto de Bernardo O´Higgins en 1819 sobre la igualdad de derechos de los indios. Las élites y el gobierno tenían cierta preocupación respecto a la seguridad estratégica y asimilación de los mapuches, proponiendo restablecer las misiones patrocinadas por el Estado.
En 1832 se reabrió el Colegio de Misiones de Chillán y en 1837 llegaron trece sacerdotes franciscanos como primer contingente. En las misiones y su labor educacional recaía, según el ministro de Justicia, Culto e Instrucción Pública citado por Sol Serrano (1996) como “consecuencia inevitable, la insensible y pacífica destrucción de la barbarie". Además, la internación de las misiones en el territorio mapuche significaba un avance en la colonización del territorio.
Debido a conflictos entre las congregaciones religiosas que se encargaban de la educación en la Araucanía, franciscanos y capuchinos, se tomó la decisión de dividir el territorio entre ambas órdenes. Quedando los franciscanos a cargo de la frontera norte de la Araucanía, hasta el río Cautín. Y, desde ese río hacia el sur, los capuchinos tomarían el control.

#### Misiones capuchinas en la frontera Sur
Se encontraban en la frontera sur de la Araucanía, que estaba a su cargo, donde se situaban los Huilliches. Existieron dos tipos de misiones en el sur, aquellas para indígenas cristianizados, quienes habitaban en territorio chileno y las para los denominados infieles, que vivían en tierras mapuche. Ante la ineficacia del sistema de correrías en los territorios de infieles, tanto el Estado como los capuchinos deseaban innovar en los métodos e internarse en el terreno. El primer intento exitoso, financiado por privados, fue la fundación de la misión de Imperial, en 1849. Para este hito, como para el resto de misiones de aquí en adelante, fue clave la relación amistosa que se formara entre los misioneros y los caciques. Ante este logro, el gobierno dio su apoyo financiero para la construcción de la nueva misión.

Los misioneros se dieron cuenta de la ineficacia de la escuela para penetrar y transformar la cultura mapuche así lo menciona el ministro de Educación Primaria en 1858:,
"Está sabido que olvidan lo que aprenden por el ningún uso que de ella hacen y porque volviendo al hogar de su familia se abandonan al uso de los placeres de Baco y demás prácticas nefandas que, sin poderlo remediar, se van transmitiendo de padres a hijos(...)" 
Por esta razón se pensó en dirigir la educación hacia las mujeres mapuches, quienes desposarían varones educados y educarían a sus hijos para que no crecieran en la ignorancia y en la barbarie preservando así los conocimientos e instrucción recibidas.
Las misiones del siglo XIX se caracterizaban por la precariedad de recursos, si bien el Estado financiaba a los misioneros y otorgaba una subvención por números de alumnos en las escuelas y además se les otorgaba la Bula de Cruzada, ambos financiamientos se hacían insuficientes, siendo necesario recurrir a otros medios complementarios como la contribución de los vecinos. Esta precariedad dificultaba la penetración en el territorio, además de la evangelización y educación de los indígenas en territorio chileno.

### Ocupación de la Araucanía

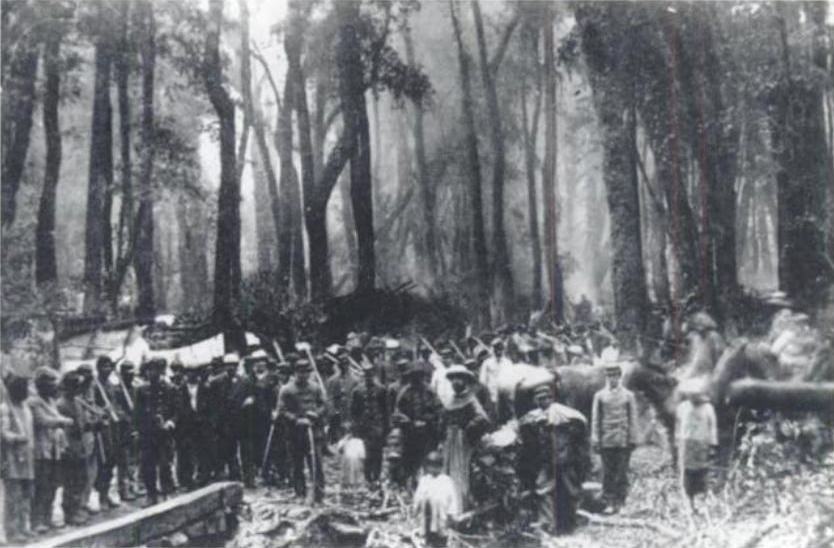
Tropas dirigidas por Cornelio Saavedra

El proceso de ocupación militar y avance de los chilenos hacia la frontera norte estuvo ligado al crecimiento de la demanda externa e interna de alimentos, principalmente de trigo. Esta colonización del territorio siempre fue el afán del Estado, por lo cual las misiones franciscanas en la frontera norte, en territorios de indios cristianizados, tenían más relevancia estratégica que las capuchinas más al sur.
En una primera instancia, este avance fue desorganizado y consistió en la compra fraudulenta de terrenos a los caciques, sin embargo, tras la revolución de 1859, se levantaron las alertas y se dejó en evidencia la necesidad de un plan de ocupación estatal mayor, a cargo del coronel Cornelio Saavedra. De acuerdo a este plan, las misiones quedaban relegadas a un rol secundario y debían avanzar junto con la línea de frontera para atender las necesidades de la población cristiana e indígena aledaña. Estas misiones contaban con escuelas, pero su llegada fue difícil debido al recelo de los caciques respecto a mandar a sus hijos.
Con el avance de la ocupación, la extensión de las misiones hacia el sur se volvió cada vez más difícil, debido a la hostilidad de los mapuches frente al despojo de sus territorios. Los misioneros quedaron en una complicada situación, difiriendo con el Estado respecto a la violencia, el engaño y los derechos de los indígenas, adoptando así, una postura intermedia. A pesar de los esfuerzos y los avances como la educación vocacional y la enseñanza en mapudungún, las misiones de la frontera norte, de forma progresiva, quedaron rezagadas, perdiendo terreno ante la expansión de la escuela pública

## Fin de la educación misional
Si bien no es posible fijar este hecho en una fecha concreta, su término se dio por varias causas convergentes que contribuyeron a que la educación misional fuera abandonada como estrategia para la instrucción del pueblo mapuche. La tensión en las relaciones entre la iglesia y el Estado comienza a hacerse latente desde finales de la década de 1850. Con los gobiernos de la república liberal comienza un proceso de secularización institucional motivado por los deseos de lograr la separación Iglesia-Estado, el cual agudiza la atmósfera de hostilidad existente entre las dos partes.
Simultáneamente, la educación pública fue desplazando paulatinamente a la misional, formándose una rivalidad entre ambas. La expansión de la educación estatal se basó en una política de omisión, y avanzó sin tomar en cuenta el tema indígena y las singularidades culturales que los diferenciaban de los niños chilenos, pues estaba pensada en impartir orden y disciplina en los sectores populares bajo un modelo de uniformidad para todo el país.
Con el sistema de reducciones las misiones se reformaron, adquiriendo un carácter similar a las parroquias rurales, además, había una mayor receptividad de la educación por parte de los araucanos por la nueva situación en que se hallaban, siendo particularmente importante la educación misional por su preocupación por los mapuches en particular, sin embargo, por la tensiones Iglesia-Estado, la precariedad y falta de apoyo, inevitablemente las escuelas misionales acabaron por ser una escuela preferentemente para blancos.

## Relevancia
Desde siempre la escuela misional se caracterizó por ser la única realmente enfocada en la población mapuche con una preocupación específica por la educación indígena, entendiendo sus particularidades culturales las cuales dificultaban la integración cultural de estos a la escuela chilena. Cabe destacar la labor de los capuchinos, quienes recibieron a los niños mapuches y los reconocieron como culturalmente distintos a los chilenos, abogando por una política educativa respetuosa, destacando sus métodos novedosos y la defensa del pueblo araucano.
La educación misional estuvo marcada por la precariedad, la cual condicionó y limitó de cierta forma todas las ideas e iniciativas que los misioneros y otros tuvieron al respecto. Esta problemática explica su dificultad en la penetración y alcance de la enseñanza impartida en estas instituciones.